# Калье-є Нов (Ерак)
Калье-є Нов (перс. قلعه نو) — село в Ірані, у дегестані Маасуміє, у Центральному бахші, шахрестані Ерак остану Марказі. За даними перепису 2006 року, його населення становило 787 осіб, що проживали у складі 231 сім'ї.

## Клімат
Середня річна температура становить 13,71 °C, середня максимальна – 33,10 °C, а середня мінімальна – -8,23 °C. Середня річна кількість опадів – 257 мм.
| Клімат поселення                              | Клімат поселення | Клімат поселення | Клімат поселення | Клімат поселення | Клімат поселення | Клімат поселення | Клімат поселення | Клімат поселення | Клімат поселення | Клімат поселення | Клімат поселення | Клімат поселення | Клімат поселення |
| Показник                                      | Січ.             | Лют.             | Бер.             | Квіт.            | Трав.            | Черв.            | Лип.             | Серп.            | Вер.             | Жовт.            | Лист.            | Груд.            |                  |
| Середній максимум, °C                         | 8,07             | 10,63            | 15,89            | 20,35            | 24,44            | 31,46            | 33,10            | 31,83            | 27,64            | 21,48            | 15,16            | 9,04             |                  |
| Середня температура, °C                       | −0,07            | 2,48             | 7,74             | 12,20            | 16,28            | 23,31            | 27,17            | 25,89            | 21,69            | 15,54            | 9,21             | 3,10             |                  |
| Середній мінімум, °C                          | −8,23            | −5,68            | −0,41            | 4,06             | 8,14             | 15,17            | 21,22            | 19,94            | 15,75            | 9,60             | 3,28             | −2,84            |                  |
| Норма опадів, мм                              | 39               | 38               | 46               | 31               | 22               | 2                | 1                | 1                | 0                | 11               | 27               | 39               |                  |
| Середньомісячна швидкість вітру, м/с          | 2.05             | 2.06             | 2.80             | 3.12             | 2.78             | 2.60             | 2.61             | 2.46             | 2.23             | 2.30             | 1.77             | 1.89             |                  |
| Середньомісячна сонячна радіація, кДж/м²·день | 9154             | 12655            | 15163            | 18493            | 22452            | 26801            | 25823            | 24180            | 21179            | 15689            | 11057            | 9031             |                  |
| --------------------------------------------- | ---------------- | ---------------- | ---------------- | ---------------- | ---------------- | ---------------- | ---------------- | ---------------- | ---------------- | ---------------- | ---------------- | ---------------- | ---------------- |
| Джерело:                                      |                  |                  |                  |                  |                  |                  |                  |                  |                  |                  |                  |                  |                  |